# Arbogast mladší
Arbogast mladší byl v 70. letech 5. století západořímský komes z Augusta Treverorum, moderního Trevíru. Tento úřad zastával pravděpodobně do doby krátce po roce 480.
Jeho existence je spolehlivě doložena dvěma jemu adresovanými dopisy kolem roku 475, které poskytují alespoň některé informace:
- (Epistulae 4, 17): dopis Sidonia Apollinaria, biskupa z Arverni (Clermont-Ferrand)
- chvalozpěvný list biskupa Auspicia z Toulu[1]

Podle nich Arbogast zřejmě pocházel z romanizované franské rodiny a byl křesťanem; jeho matka pocházela z bohaté galorománské rodiny. Jeho otec Arigius pravděpodobně pocházel z Trevíru a byl tam jeho předchůdcem ve funkci komese, což znamená, že již zastával významné postavení. Jedním z Arbogastovým předků byl pravděpodobně západořímský vojevůdce Arbogast starší. Arbogast mladší byl zřejmě velmi vzdělaný, jak vyplývá z dopisu Sidonia Apollinaria, který v něm viděl jednoho z posledních obránců hroutící se západořímské říše a římské kultury. Arbogastovo vzdělání a křesťanská víra jsou zdůrazněny také v Auspiciově listu, který jej chválí, a kde jsou krátce zmíněni i jeho předkové.
Arbogast vládl s pomocí zbývajících římských jednotek a snad i franských foederatů v oblasti střední Mosely, tj. na poměrně malém území vlivu (i když Toul mohl být stále pod jeho vládou), což bylo zcela typické pro politický rozpad Galie v závěrečném období Římské říše. Nebyl však podřízen germánskému králi a sám nepoužíval titul rex (jak se někteří starší badatelé domnívali), ale pravděpodobně uznával autoritu císaře, i když jednal nezávisle. V této souvislosti se zdá, že v této oblasti vykonával jak vojenskou, tak správní svrchovanost. Jeho vládu tak historikové chápou jako přechodné období mezi římskou a franskou vládou. V roce 480 Trevír definitivně připadl Frankům, kteří o tuto oblast usilovali již v předchozích letech. Pozdně antická kultura zde brzy poté zanikla.
Biskup Arbogast ze Chartres, doložený na konci 5. století, je s ním pravděpodobně totožný. V tom případě by se Arbogast ujal církevního úřadu poté, co se jeho pozice v Trevíru stala neudržitelnou vůči rozpínavým rýnským Frankům.